# Grand Prix Monako 2021
Grand Prix Monako, oficjalnie Formula 1 Grand Prix de Monaco 2021 – piąta runda Mistrzostw Świata Formuły 1 w sezonie 2021. Grand Prix odbyło się w dniach 20–23 maja 2021 na torze Circuit de Monaco w Monte Carlo. Wyścig wygrał Max Verstappen (Red Bull), a na podium kolejno stanęli Carlos Sainz Jr. (Ferrari) oraz Lando Norris (McLaren). Charles Leclerc (Ferrari), który zakwalifikował się z pole position nie wystartował w wyścigu.

## Lista startowa
| Nr          | Kierowca           | Zespół                                  | Samochód                          | Silnik                      | Opony |
| ----------- | ------------------ | --------------------------------------- | --------------------------------- | --------------------------- | ----- |
| 3           | Daniel Ricciardo   | McLaren F1 Team                         | McLaren MCL35M                    | Mercedes-AMG F1 M12 1,6 V6T | P     |
| 4           | Lando Norris       | McLaren F1 Team                         | McLaren MCL35M                    | Mercedes-AMG F1 M12 1,6 V6T | P     |
| 5           | Sebastian Vettel   | Aston Martin Cognizant Formula One Team | Aston Martin AMR21                | Mercedes-AMG F1 M12 1,6 V6T | P     |
| 6           | Nicholas Latifi    | Williams Racing                         | Williams FW43B                    | Mercedes-AMG F1 M12 1,6 V6T | P     |
| 7           | Kimi Räikkönen     | Alfa Romeo Racing ORLEN                 | Alfa Romeo C41                    | Ferrari 065/6 1,6 V6T       | P     |
| 9           | Nikita Mazepin     | Uralkali Haas F1 Team                   | Haas VF-21                        | Ferrari 065/6 1,6 V6T       | P     |
| 10          | Pierre Gasly       | Scuderia AlphaTauri Honda               | AlphaTauri AT02                   | Honda RA621H 1,6 V6T        | P     |
| 11          | Sergio Pérez       | Red Bull Racing Honda                   | Red Bull RB16B                    | Honda RA621H 1,6 V6T        | P     |
| 14          | Fernando Alonso    | Alpine F1 Team                          | Alpine A521                       | Renault E-Tech 20B 1,6 V6T  | P     |
| 16          | Charles Leclerc    | Scuderia Ferrari Mission Winnow         | Ferrari SF21                      | Ferrari 065/6 1,6 V6T       | P     |
| 18          | Lance Stroll       | Aston Martin Cognizant Formula One Team | Aston Martin AMR21                | Mercedes-AMG F1 M12 1,6 V6T | P     |
| 22          | Yūki Tsunoda       | Scuderia AlphaTauri Honda               | AlphaTauri AT02                   | Honda RA621H 1,6 V6T        | P     |
| 31          | Esteban Ocon       | Alpine F1 Team                          | Alpine A521                       | Renault E-Tech 20B 1,6 V6T  | P     |
| 33          | Max Verstappen     | Red Bull Racing Honda                   | Red Bull RB16B                    | Honda RA621H 1,6 V6T        | P     |
| 44          | Lewis Hamilton     | Mercedes-AMG Petronas Formula One Team  | Mercedes-AMG F1 W12 E Performance | Mercedes-AMG F1 M12 1,6 V6T | P     |
| 47          | Mick Schumacher    | Uralkali Haas F1 Team                   | Haas VF-21                        | Ferrari 065/6 1,6 V6T       | P     |
| 55          | Carlos Sainz Jr.   | Scuderia Ferrari Mission Winnow         | Ferrari SF21                      | Ferrari 065/6 1,6 V6T       | P     |
| 63          | George Russell     | Williams Racing                         | Williams FW43B                    | Mercedes-AMG F1 M12 1,6 V6T | P     |
| 77          | Valtteri Bottas    | Mercedes-AMG Petronas Formula One Team  | Mercedes-AMG F1 W12 E Performance | Mercedes-AMG F1 M12 1,6 V6T | P     |
| 99          | Antonio Giovinazzi | Alfa Romeo Racing ORLEN                 | Alfa Romeo C41                    | Ferrari 065/6 1,6 V6T       | P     |
| Źródło: FIA |                    |                                         |                                   |                             |       |

## Wyniki

### Zwycięzcy sesji treningowych
| Sesja       | Nr | Kierowca        | Konstruktor | Czas     | Okr. |
| ----------- | -- | --------------- | ----------- | -------- | ---- |
| 1           | 11 | Sergio Pérez    | Red Bull    | 1:12,487 | 36   |
| 2           | 16 | Charles Leclerc | Ferrari     | 1:11,684 | 30   |
| 3           | 33 | Max Verstappen  | Red Bull    | 1:11,294 | 19   |
| Źródło: FIA |    |                 |             |          |      |

### Kwalifikacje
| P                    | Nr | Kierowca           | Konstruktor           | Czasy w kwalifikacjach | Czasy w kwalifikacjach | Czasy w kwalifikacjach | Poz. s. |
| P                    | Nr | Kierowca           | Konstruktor           | Q1                     | Q2                     | Q3                     | Poz. s. |
| -------------------- | -- | ------------------ | --------------------- | ---------------------- | ---------------------- | ---------------------- | ------- |
| 1                    | 16 | Charles Leclerc    | Ferrari               | 1:11,113               | 1:10,597               | 1:10,346               | 1       |
| 2                    | 33 | Max Verstappen     | Red Bull Racing-Honda | 1:11,124               | 1:10,650               | 1:10,576               | 2       |
| 3                    | 77 | Valtteri Bottas    | Mercedes              | 1:10,938               | 1:10,695               | 1:10,601               | 3       |
| 4                    | 55 | Carlos Sainz Jr.   | Ferrari               | 1:11,324               | 1:10,806               | 1:10,611               | 4       |
| 5                    | 4  | Lando Norris       | McLaren-Mercedes      | 1:11,321               | 1:11,031               | 1:10,620               | 5       |
| 6                    | 10 | Pierre Gasly       | AlphaTauri-Honda      | 1:11,560               | 1:11,179               | 1:10,900               | 6       |
| 7                    | 44 | Lewis Hamilton     | Mercedes              | 1:11,622               | 1:11,116               | 1:11,095               | 7       |
| 8                    | 5  | Sebastian Vettel   | Aston Martin-Mercedes | 1:12,078               | 1:11,309               | 1:11,419               | 8       |
| 9                    | 11 | Sergio Pérez       | Red Bull Racing-Honda | 1:11,644               | 1:11,019               | 1:11,573               | 9       |
| 10                   | 99 | Antonio Giovinazzi | Alfa Romeo-Ferrari    | 1:11,658               | 1:11,409               | 1:11,779               | 10      |
| 11                   | 31 | Esteban Ocon       | Alpine-Renault        | 1:11,740               | 1:11,486               |                        | 11      |
| 12                   | 3  | Daniel Ricciardo   | McLaren-Mercedes      | 1:11,747               | 1:11,598               |                        | 12      |
| 13                   | 18 | Lance Stroll       | Aston Martin-Mercedes | 1:11,979               | 1:11,600               |                        | 13      |
| 14                   | 7  | Kimi Räikkönen     | Alfa Romeo-Ferrari    | 1:11,899               | 1:11,642               |                        | 14      |
| 15                   | 63 | George Russell     | Williams-Mercedes     | 1:12,016               | 1:11,830               |                        | 15      |
| 16                   | 22 | Yūki Tsunoda       | AlphaTauri-Honda      | 1:12,096               |                        |                        | 16      |
| 17                   | 14 | Fernando Alonso    | Alpine-Renault        | 1:12,205               |                        |                        | 17      |
| 18                   | 6  | Nicholas Latifi    | Williams-Mercedes     | 1:12,366               |                        |                        | 18      |
| 19                   | 9  | Nikita Mazepin     | Haas-Ferrari          | 1:12,958               |                        |                        | 19      |
| 107% czasu: 1:15,903 |    |                    |                       |                        |                        |                        |         |
| NS                   | 47 | Mick Schumacher    | Haas-Ferrari          | —                      |                        |                        | 20      |
| Źródło: FIA          |    |                    |                       |                        |                        |                        |         |

Uwagi
1. ↑  Mick Schumacher nie ustanowił czasu podczas kwalifikacji z powodu wypadku podczas trzeciej sesji treningowej, ale został dopuszczony przez stewardów do wyścigu[6]. On także otrzymał karę cofnięcia o 5 pozycji za nieplanowaną wymianę skrzyni biegów[7].

### Wyścig
| P           | Nr | Kierowca           | Konstruktor           | Okr. | Czas               | Start | +/–       | Punkty |
| ----------- | -- | ------------------ | --------------------- | ---- | ------------------ | ----- | --------- | ------ |
| 1           | 33 | Max Verstappen     | Red Bull Racing-Honda | 78   | 1:38:56,820        | 2     | 1         | 25     |
| 2           | 55 | Carlos Sainz Jr.   | Ferrari               | 78   | +8,968             | 4     | 2         | 18     |
| 3           | 4  | Lando Norris       | McLaren-Mercedes      | 78   | +19,427            | 5     | 2         | 15     |
| 4           | 11 | Sergio Pérez       | Red Bull Racing-Honda | 78   | +20,490            | 9     | 5         | 12     |
| 5           | 5  | Sebastian Vettel   | Aston Martin-Mercedes | 78   | +52,591            | 8     | 3         | 10     |
| 6           | 10 | Pierre Gasly       | AlphaTauri-Honda      | 78   | +53,896            | 6     | Bez zmian | 8      |
| 7           | 44 | Lewis Hamilton     | Mercedes              | 78   | +1:08,231          | 7     | Bez zmian | 6+1    |
| 8           | 18 | Lance Stroll       | Aston Martin-Mercedes | 77   | +1 okrążenie       | 13    | 5         | 4      |
| 9           | 31 | Esteban Ocon       | Alpine-Renault        | 77   | +1 okrążenie       | 11    | 2         | 2      |
| 10          | 99 | Antonio Giovinazzi | Alfa Romeo-Ferrari    | 77   | +1 okrążenie       | 10    | Bez zmian | 1      |
| 11          | 7  | Kimi Räikkönen     | Alfa Romeo-Ferrari    | 77   | +1 okrążenie       | 14    | 3         |        |
| 12          | 3  | Daniel Ricciardo   | McLaren-Mercedes      | 77   | +1 okrążenie       | 12    | Bez zmian |        |
| 13          | 14 | Fernando Alonso    | Alpine-Renault        | 77   | +1 okrążenie       | 17    | 4         |        |
| 14          | 63 | George Russell     | Williams-Mercedes     | 77   | +1 okrążenie       | 15    | 1         |        |
| 15          | 6  | Nicholas Latifi    | Williams-Mercedes     | 77   | +1 okrążenie       | 18    | 3         |        |
| 16          | 22 | Yūki Tsunoda       | AlphaTauri-Honda      | 77   | +1 okrążenie       | 16    | Bez zmian |        |
| 17          | 9  | Nikita Mazepin     | Haas-Ferrari          | 75   | +3 okrążenia       | 19    | 2         |        |
| 18          | 47 | Mick Schumacher    | Haas-Ferrari          | 75   | +3 okrążenia       | 20    | 2         |        |
| NS          | 77 | Valtteri Bottas    | Mercedes              | 29   | NU (nakrętka koła) | 3     |           |        |
| NS          | 16 | Charles Leclerc    | Ferrari               | 0    | NW (wał napędowy)  | —     |           |        |
| Źródło: FIA |    |                    |                       |      |                    |       |           |        |

Uwagi
1. ↑  Dodatkowy 1 punkt jest przyznawany kierowcy, który ustanowił najszybsze okrążenie w wyścigu, pod warunkiem, że ukończył wyścig w pierwszej 10.
2. ↑  Charles Leclerc zakwalifikował się na pierwszym miejscu, ale nie wystartował w wyścigu, a jego miejsce na polu startowym pozostało wolne.

### Najszybsze okrążenie
| Nr          | Kierowca       | Konstruktor | Czas     | Okr. |
| ----------- | -------------- | ----------- | -------- | ---- |
| 44          | Lewis Hamilton | Mercedes    | 1:12,909 | 69   |
| Źródło: FIA |                |             |          |      |

### Prowadzenie w wyścigu
| Nr                              | Kierowca       | Konstruktor | Okrążenia | Suma |
| ------------------------------- | -------------- | ----------- | --------- | ---- |
| 33                              | Max Verstappen | Red Bull    | 1–78      | 78   |
| \| Wykres \| \| ------ \| \| \| |                |             |           |      |
| Źródło: FIA                     |                |             |           |      |
| Wykres                          |                |             |           |      |
|                                 |                |             |           |      |

## Klasyfikacja po wyścigu

### Kierowcy
Źródło: FIA
| P  | +/− | Kierowca           | Starty | Punkty | P1 | P2 | P3 | PP | NO | NS |
| -- | --- | ------------------ | ------ | ------ | -- | -- | -- | -- | -- | -- |
| 1  | +1  | Max Verstappen     | 5      | 105    | 2  | 3  | –  | 1  | 1  | –  |
| 2  | −1  | Lewis Hamilton     | 5      | 101    | 3  | 1  | –  | 2  | 2  | –  |
| 3  | +1  | Lando Norris       | 5      | 56     | –  | –  | 2  | –  | –  | –  |
| 4  | −1  | Valtteri Bottas    | 5      | 47     | –  | –  | 3  | 1  | 2  | 2  |
| 5  | +1  | Sergio Pérez       | 5      | 44     | –  | –  | –  | –  | –  | –  |
| 6  | −1  | Charles Leclerc    | 5      | 40     | –  | –  | –  | 1  | –  | 1  |
| 7  | +1  | Carlos Sainz Jr.   | 5      | 38     | –  | 1  | –  | –  | –  | –  |
| 8  | −1  | Daniel Ricciardo   | 5      | 24     | –  | –  | –  | –  | –  | –  |
| 9  | +1  | Pierre Gasly       | 5      | 16     | –  | –  | –  | –  | –  | –  |
| 10 | −1  | Esteban Ocon       | 5      | 12     | –  | –  | –  | –  | –  | –  |
| 11 | +5  | Sebastian Vettel   | 5      | 10     | –  | –  | –  | –  | –  | –  |
| 12 | −1  | Lance Stroll       | 5      | 9      | –  | –  | –  | –  | –  | –  |
| 13 | −1  | Fernando Alonso    | 5      | 5      | –  | –  | –  | –  | –  | 1  |
| 14 | −1  | Yūki Tsunoda       | 5      | 2      | –  | –  | –  | –  | –  | 1  |
| 15 | 0   | Antonio Giovinazzi | 5      | 1      | –  | –  | –  | –  | –  | –  |
| 16 | −2  | Kimi Räikkönen     | 5      | 0      | –  | –  | –  | –  | –  | 1  |
| 17 | 0   | George Russell     | 5      | 0      | –  | –  | –  | –  | –  | 1  |
| 18 | +1  | Nicholas Latifi    | 5      | 0      | –  | –  | –  | –  | –  | 1  |
| 19 | −1  | Mick Schumacher    | 5      | 0      | –  | –  | –  | –  | –  | –  |
| 20 | 0   | Nikita Mazepin     | 5      | 0      | –  | –  | –  | –  | –  | 1  |
| P  | +/− | Kierowca           | Starty | Punkty | P1 | P2 | P3 | PP | NO | NS |

### Konstruktorzy
Źródło: FIA
| P  | +/− | Konstruktor               | Starty | Punkty | P1 | P2 | P3 | PP | NO | NS |
| -- | --- | ------------------------- | ------ | ------ | -- | -- | -- | -- | -- | -- |
| 1  | +1  | Red Bull Racing-Honda     | 10     | 149    | 2  | 3  | –  | 1  | 1  | –  |
| 2  | −1  | Mercedes                  | 10     | 148    | 3  | 1  | 3  | 3  | 4  | 2  |
| 3  | 0   | McLaren-Mercedes          | 10     | 80     | –  | –  | 2  | –  | –  | –  |
| 4  | 0   | Ferrari                   | 10     | 78     | –  | 1  | –  | 1  | –  | 1  |
| 5  | +2  | Aston Martin-Mercedes     | 10     | 19     | –  | –  | –  | –  | –  | –  |
| 6  | 0   | Scuderia AlphaTauri-Honda | 10     | 18     | –  | –  | –  | –  | –  | 1  |
| 7  | −2  | Alpine-Renault            | 10     | 17     | –  | –  | –  | –  | –  | 1  |
| 8  | 0   | Alfa Romeo Racing-Ferrari | 10     | 1      | –  | –  | –  | –  | –  | 1  |
| 9  | 0   | Williams-Mercedes         | 10     | 0      | –  | –  | –  | –  | –  | 2  |
| 10 | 0   | Haas-Ferrari              | 10     | 0      | –  | –  | –  | –  | –  | 1  |
| P  | +/− | Konstruktor               | Starty | Punkty | P1 | P2 | P3 | PP | NO | NS |